# Ханна Штурм
Йоханна Штурм (нім. Hanna Sturm 28 лютого 1891, Клінгенбах, Австро-Угорщина - 9 березня 1984, Загреб, Югославія ) - австрійська активістка, профспілкова діячка і борчиня за мир, учасниця німецького опору після того, як Австрія була анексована нацистською Німеччиною в 1938 році. Провела кілька років в німецьких концтаборах, але була звільнена з Равенсбрюка 30 квітня 1945 року. У 1958 році написала автобіографічну книгу, але довго не могла знайти видавця. Книга була опублікована в 1982 році, за два роки до смерті Штурм  .

## Біографія

### Ранні роки
Йоханна Штурм народилася в Клінгенбах, невеликому містечку недалеко від Айзенштадта в Бургенланді. Бургенланд став частиною Австрії в 1921 році, на момент народження Ханни і її братів знаходився в угорській половині Австро-Угорщини. Була другою дитиною в сім'ї і єдиною дівчинкою з чотирьох дітей . Батько працював теслею. Сім'я належала до хорватської меншини Бургенланда . Ханна відвідувала школу тільки два роки , а потім, за відсутності обов'язкового загальної освіти в Угорщині, почала працювати в полі, коли їй було вісім років. Потім працювала хатньою робітницею. Коли їй було десять, батько заплатив один гульден нотаріусу, щоб той підтвердив, що їй вже 12: це дозволило Ханні отримати роботу на цукровій фабриці в сусідньому Шаттендорфі. Після року роботи вона отримала підвищення, що викликало ревнощі з боку інших дітей, які працювали на фабриці, і вони для помсти наповнили її порожню флягу для кави цукровим сиропом. В кінці дня сироп був виявлений під час перевірки, і Ханна була звільнена за крадіжку. У 14 років вона влаштувалася на фабрику Jute AG в Нойфельд, ще одне невелике містечко в Бургенланді. З трьома іншими дітьми такого ж віку вона працювала на промисловій очисній машині, використовуваній в обробці матеріалів. Однак після страйку у зв'язку з «шахрайством з зарплатою» вона знову опинилася на вулиці. У 1907 році Ханна разом зі старшим братом Юліусом вирушила в пошуках роботи у Відень .

### Участь в робітничому русі у Відні
У Відні, через свого брата, вона познайомилася з чеською сім'єю, яка влаштувала її на її першу роботу в місті. Батько сімейства був членом профспілки: йому вдалося влаштувати Ханну на роботу в Jute AG на заводі в Флоридсдорф, зростаючому промисловому кварталі за річкою на північ від основної частини міста (фабрика була дочірнім підприємством нойфельдської, з якої Штурм раніше звільнили). У Флоридсдорф вона вперше познайомилася з  робітничим рухом. 15 березня 1908 року Ханна Штурм вступила до Соціал-демократичної партії. 8 березня 1910 року вона приєдналася до профспілки. За порадою і за підтримки товаришів по партії вона навчилася читати і писати .
У 1911 році у Відні пройшов загальний страйк. Ханна Штурм взяла участь у великій демонстрації на Рінгштрассе. Поліція застосувала силу для розгону демонстрації. Штурм поширювала серед робітників листівки і тому отримала потужний удар в обличчя, через що очі налилися кров'ю. Участь в демонстрації також призвела до втрати роботи в Jute AG і нового періоду безробіття .

### Материнство і війна
Після народження 7 жовтня 1912 року дочки Терезії Штурм піддалася дискримінації, яка традиційно супроводжувала неодружених матерів-одиначок. Під час Першої світової війни вона отримала роботу на військовому заводі в Блумау (Маттерсбург), на південь від Відня. У серпні 1916 року її заарештували за звинуваченнями у саботажі і деякий час тримали в слідчому ізоляторі. Стверджувалося, і майже напевно так воно і було, що Штурм замість вибухової речовини наповнювала снаряди сторонніми речовинами. Зрештою, справа дійшла до суду і була припинена за браком доказів. Штурм знайшла іншу роботи. Майже всі гроші вона відсилала матері Ганні, яка доглядала за двома її дочками. Батько дівчаток загинув на війні. Молодша, Реллі, померла у віденській лікарні 1919 році. Штурм брала участь в підготовці до Січневого страйку 1918 роки за поліпшення умов праці для  жінок і проти війни. В результаті вона знову була арештована, але на цей раз швидко вийшла на свободу через слабкість доказів.

### 133 радянських дні
Стрімкий розвал імперії в жовтні-листопаді 1918 року привів до того, що Угорщина відокремилася від Австрії, а Бургенланд став прикордонною областю. Оскільки в документах Ханна Штурм була записана як бургенландська хорватка, у Відні її визнали іноземкою, і їй довелося повернутися на батьківщину. Вона була прихильницею Угорської радянської республіки, проголошеної Белою Куном 21 березня 1919 року. Підтримка виражалася в практичній діяльності: Штурм працювала кур'єркою, яка доставляла в попередньо визначене місце значні суми грошей, які були зібрані для угорської Червоної Армії. Одного разу вона була помічена співробітниками поліції, які затримали її і відправили в Залаегерсег. Через три дні їй вдалося втекти, але при переході кордону в Нойфельд її впізнали і знову заарештували. Штурм була закрита в залі очікування вокзалу. Їй вдалося непомітно вилізти у вікно і через поля пробратися в Ебенфурт, який на той момент був австрійським.
Угорська радянська республіка припинила існування в умовах іноземної військової інтервенції на початку серпня 1919 року. Штурм зайнялася організацією нелегального перетину кордону для лідерів республіки. Одним із них був Бела Кун. Він ховався в квартирі Штурм три дні, не розкриваючи особистості, але відкрив секрет перед відходом.

### Міжвоєнний період
У серпні територія, що включає сучасний Бургенланд, перейшла зі складу Вернгріі до Австрії, після чого обидві країни були міжнародно визнані окремими незалежними державами. Штурм змогла, нарешті, без перешкод повернутися додому в Нойфельд. Вона знайшла роботу на джутовій фабриці, незабаром ставши членкинею ради робітників. У повоєнні роки вона продовжувала активну політичну діяльність. Однією з проблем для неї стали хорватські працівниці з католицької громади, яких роботодавець використовував як штрейкбрехерів. Як стверджує одне з джерел, Ханні Штурм вдалося пробудити в жінках свідомість і солідарність із страйкуючими.
У 1924 році Ханна Штурм відвідала Москву як австрійська делегатка міжнародної конференції Комінтерну . Вона зустрічалася з відомими політичними активістами з різних країн: діячі, з якими вона ділилася думками, були Сунь Ятсен і його молода дружина, з якою, як Штурм пізніше писала, вона обговорила німецькою мовою цілий ряд питань, які виходили за рамки політики. Була також зустріч з Белою Куном, який «відразу її впізнав». В цей час в Австрії в 1925 році пройшло два великі страйки жінок, які вимагали підвищення заробітної плати, і після повернення додому з Москви Штурм не змогла знайти роботу. Вона негайно взялася до організації безробітних в районі, ставши головою комітету безробітних в Айзенштадті, столиці Бургенланда, хоча в особистому плані, при обмеженій фінансовій підтримці, вона перебувала у вкрай обмежених обставинах. Також Штурм почала конфліктувати з керівництвом СДП. Голова партії, Отто Бауер, навіть висловив з цього приводу каламбур: «Wir lassen uns die Sturm nicht über den Kopf wachsen » з нім. - «Ми не повинні допустити, щоб шторм / Штурм нас здолав (ла)»).
У 1925 році (за іншими даними в 1927) Штурм була виключена з Соціал-демократичної партії. Такий результат вона сприйняла як можливість приєднатися до Комуністичної партії Австрії . Вона як і раніше не могла знайти роботу в Бургенланді, де про її політичну діяльність, мабуть, знали всі фабриканти, тому в 1929 році разом з дорослою донькою Терезією вона поїхала в Бремен в Німеччині, де вони знайшли роботу на текстильній фабриці. Німеччина в цей період переживала політичну поляризацію: до ради робітників, де працювали Штурм, було вибрано 12 з 15 представників від комуністів, в чому зіграла роль і діяльність Ханни. Незабаром після цього мати і дочка були вигнані з Німеччини .
Після повернення в Бургенланд почався новий період безробіття. У 1930 році Ханна і Терезія за програмою обміну разом з групою шахтарів виїхала в Москву. Через півроку вони обидві стали інструкторками на текстильній фабриці «Працівниця» в Ленінграді, де по три зміни в день навчали стажистів і інших молодих робітників обслуговуванню прядильних машин .

### Повернення до Австрії
Восени 1932 року партія відкликала Ханну Штурм назад до Австрії. Терезія залишилася в СРСР, вступила до Ленінградського університету, де вивчала народне господарство . Вона також займалася паперовою роботою в міжнародному матроському клубі, де познайомилася зі своїм майбутнім чоловіком, німецьким моряком, з яким одружилася в 1932 році. Згодом її чоловік був заарештований, імовірно, через відмову прийняти радянське громадянство, і зник. Рік по тому під арешт потрапила і сама Терезія . Вона провела в ув'язненні 18 років, жила в Уктінському районі Комі. Тут зустріла свого другого чоловіка-югослава, з яким в 1957 році переїхала до Югославії.
Фашистський уряд прийшов до влади в Австрії в 1934 році і, натхненний подіями в Німеччині, швидко перетворив країну в пост-демократичну диктатуру. Джерела здебільшого мовчать про політичну діяльність Ханни Штурм в кінці 1930-х. Відомо, що вона чотири рази затримувалася владою в період між 1933 і 1937 роками на термін від 4 до 24 днів . У цей період вона була виключена з Компартії Австрії, хоча не зрозуміло, трапилося це до чи після того, як партія була заборонена. У будь-якому випадку, вона залишалася членом КПРС .

### Ліхтенбург і Равенсбрюк
У березні 1938 року Австрія була об'єднана з нацистською Німеччиною. Репресії відомих антифашистів ставали все більш систематичними. У тому ж місяці Штурм була знову арештована, на цей раз гестапо . У червні 1938 року її помістили в концентраційний табір Ліхтенбург в центральній Німеччині, між Лейпцигом і Берліном. Вона хворіла, але одужала, і створила невелику групу ремонтників - так звану «Штурм-колону», яка займалася ремонтом табірного обладнання, чим заслужила особливе ставлення з боку охоронців, які дозволяли проходити для термінового ремонту в різні частини табору, а ув'язнені користувалися нагодою, щоб вкрасти їжу. Менше року потому, в травні 1939 року, концтабір Ліхтенбург був закритий, бранок перевели в концентраційний табір Равенсбрюк, на північ від Берліна. Нечисленні відомості з джерел дозволяють припустити, що Штурм була зламана системою. Її характеризували як «австрійську комуністку і майстра на всі руки, здатну вчити інших, як будувати паркани, забивати цвяхи і ламати замки», а потім, трохи несподівано, «вести дискусії про роман Л. М. Толстого "Війна і мир "... в задній частині блоку 13. ... [книга] викликала огиду, оскільки Ханна знайшла її в туалеті». У Равенсбрюк вона продовжувала керувати «Штурм-колоною» і вважалася керівництвом «надійним в'язнем». У 1941 році її направили як домашню прислугу до Вальтера Зонтага, табірного лікаря. Пізніше Штурм згадувала, як при ній Зонтаг бив свою дружину, будучи надто п'яним, щоб помітити або вважати важливою присутність сторонніх.

### Після війни
30 квітня 1945 року Ханна Штурм звільнилася з концтабору. І більше десяти років знадобилося, щоб її дочка і чотири онуки, яких випустили з СРСР, знову з нею зустрілися . Першочерговим завданням стало просте виживання. Вона повернулася в Бургенланд. Ніякої допомоги колишнім в'язням концтаборів до 1948 року не надавалося, і в перші повоєнні роки Штурм перебувала в тяжкому матеріальному становищі. Як представник етнічної меншини бургенландських хорватів вона залишалася як би сторонньою в новій Австрії, що знаходилася під окупацією. В цей час Штурм боролася з болючим минулим: реалії концтабору поверталися до неї уві сні.
Але вона не була зламана. Кілька разів Штурм виступала на процесах проти колишніх охоронців табору Равенсбрюк. У Нойфельд, її рідному місті, вона побудувала будинок. До 1958 року була написала і готова до друку автобіографія, але до публікації залишалося ще 24 роки. Книга вийшла в 1982 році у видавництві Verlag für Gesellschaftskritik.
У 1984 році Ханна Штурм померла в будинку дочки Терезії в Загребі.